# Sophie Nys
Pour les articles homonymes, voir Nys.
Sophie Nys est une artiste belge qui pratique à la fois la sculpture, le dessin, la photographie et la vidéo et qui explore avec un sens de l'humour ironique et ludique les thèmes notamment de l'Histoire, de la Philosophie et de l'Architecture. Dans sa pratique artistique, elle transforme et replace avec peu d'interférences et de moyens, les objets et les images du quotidien. De cette manière, l'artiste s'interroge sur la cause et l'effet, l'éphémère et la continuité. Elle ouvre de la sorte de nouveaux espaces de réflexion, de résistance, de créativité et de pensée.

## Biographie
Sophie Nys est née à Anvers en 1974. Elle a étudié à Sint-Lukas Ghent et complété un programme d’études à Jan van Eyck à Maastricht. Après avoir séjourné à Zurich, elle vit et travaille à Bruxelles,. Sophie Nys a effectué une résidence artistique "Residency Unlimited RU" à Brooklyn en 2013 avec le support de Kunsten en Erfgoed soutenu par le Gouvernement flamand,.

## Centres d'intérêt
L'artiste cultive un intérêt pour l'Histoire au sens large. Plus particulièrement, elle se tourne vers la Philosophie, l'Histoire de l'art, celle des grandes figures dictatoriales ou encore l'histoire des pratiques de torture moyenâgeuses. Elle décline et varie les thèmes avec un certain éclectisme en parcourant l'Histoire de manière transversale et en réalisant un travail d'investigation constitué de recherches documentaires ou photographiques en quête du petit grain de sable qui pourrait enrayer la fluidité historique. Sa pratique artistique peut être décrite telle un jeu de pas de côté ou de glissement de l'objet au mot lui-même. L'artiste construit autour de sujets parfois chargés d'un poids historique douloureux, des interprétations prenant des formes variées avec une teinte d’humour .

## Activité artistique
Sophie Nys est représentée par la Galerie Greta Meert à Bruxelles et la Galerie Emmanuel Herve à Paris. Les films de Sophie Nys ont été projetés aux International Short Film Festival Detmold, FIDMarseille, BOZAR, e-flux, International Film Festival Rotterdam, Argos et Courtisane festival.
Sophie Nys a figuré dans le ArtDaily et The Art Newspaper. L'article le plus récent est Exhibition Focuses on Works from Museum's Collection by Womxn Artists écrit pour the ArtDaily en août 2020.

## Expositions personnelles
- CRAC Alsace à Altkirch en 2015[1]
- Galerie Greta Meert à Bruxelles en 2014[1]
- La Loge à Brussels en 2013[1]
- Les Halles, Porrentruy, Art Rotterdam en 2013[3]
- Projecte SD à Barcelona en 2012[1]
- Circuit, Centre d'Art Contemporain, Lausanne 2012[3]
- Gallery Emmanuel Hervé, Paris 2012[3]
- Objectify Exhibitions, Antwerp 2010[3]
- Gallery Greta Meert, Brussels 2009[3]
- Museum Dhondt-Daenens, Deurle 2007[3]
- Muhka, Antwerp 2007[3]

## Expositions collectives
- Swiss Art Awards Basel[1]
- Haus Konstruktiv Zürich[1]
- Artists Space New York[1]
- Pilar Corrias, TopoDendroPhilia, London[3]
- Nelson Freeman, Push pins in elastic space, Paris[3]
- Crac Alsace, Susan vérité, Altkirch[3]
- Un-Scene II, Wiels, Brussels[3]
- Oda Tropical, Gallery Silvia Cintra, Rio de Janeiro[3]
- The Model, Sligo, Ireland[3]
- Bibliotheca Amazonica[3]
- Kunsthalle Zürich (all 2012)[3]
- Celluloid Painting[3]
- Établissement dʼen Face Projects[3]
- Brussels & Henry van de Velde Library, Ghent[3]
- 2 1/2 dimensional: film featuring architecture, deSingel, Antwerp[3]